# The Westin Warsaw
Hotel Westin – hotel znajdujący się przy al. Jana Pawła II 21 róg ul. Grzybowskiej w Warszawie. 

## Opis
Budynek ma 94 metry wysokości i 22 kondygnacje naziemne, a jego wykonawcą była spółka Skanska S.A. Uroczyste otwarcie hotelu nastąpiło we wrześniu 2003. Kosztował około 79,5 mln euro. 
Elewację budynku pokrywają płyty barwy łososiowej. We frontowej części hotelu znajduje się przeszklona, podświetlana nocą tuba zawierająca w sobie szyby panoramicznych wind. Osiągają one prędkość 3,5 m/s.
Hotel dysponuje 361 pokojami. 